# Spelunker
Spelunker (OT: jap. スペランカー, Superankā) ist ein Computerspiel für Atari-8-Bit-Homecomputer, das auch für den Commodore 64 und das NES adaptiert wurde. Es ist ein Plattformspiel, wie Pitfall! oder Curse of Ra. Das Titelwort, zu dem es auch das Verb „spelunking“ gibt, bedeutet so viel wie „Höhlenforscher“.

## Spielprinzip
Das Szenario von Spelunker ist in einem riesigen Höhlensystem angesiedelt, wobei der Spieler oben am Höhleneingang beginnt und sich gehend und springend immer weiter hinunterarbeitet, in die mit zunehmender Tiefe immer schwieriger werdende Höhle, auf deren Grund er einen Schatz vermutet. Das Gebiet strotzt vor natürlichen Gefahren: Wasser, uneben beschaffene Erde, Luftströme, schmale Vorsprünge, Klüfte, tödliche Gruben und große, zu beseitigende Felsen. Erschwerend kommen große Fledermäuse hinzu, die tödlichen Guano abwerfen.
Auch der Geist eines anderen Erforschers der Höhle, der an ihr seinerzeit tödlich gescheitert ist, macht die Höhle nun unsicher. Ab und zu kommt dieser Geist hervor und will einen in die Schattenwelt verfrachten. Per Druck auf die SPACE-Taste (bzw. B-Taste auf dem NES-Controller) führt der Spieler eine merkwürdige Verscheuch-Geste aus (in der NES-Version benutzt er in dieser Animation eine Blitzwaffe), um den Geist wegzuexorzieren. Das Ausführen dieser Beschwörung dauert ein paar Sekunden, während deren sich der „Spelunker“ nicht vom Fleck bewegen kann und schutzlos den übrigen Bedrohungen ausgeliefert ist.
Eine weitere Schwierigkeit liegt darin, dass der Spieler immer um seinen stetig abnehmenden Sauerstoffpegel besorgt sein muss, den er nur an bestimmten Stellen wieder auffüllen kann.
Aufsammelbare Objekte sind: Dynamitstangen, Fackeln, Schlüssel (in 2 verschiedenen Farben). Mit der „D“-Taste wird das Dynamit benutzt, z. B. zum Sprengen großer Felsen. Fackeln werden mit „F“ verwendet und vertreiben Fledermäuse.
Das Spiel wäre bedeutend leichter gewesen, wenn der „Spelunker“ höher springen und tiefer fallen hätte können, als nur ein kleines Stück. So ist präzises Springen besonders wichtig.
Das Spiel wird von vielen Spielern (bis heute 2012) als extrem schwierig bezeichnet.

## Levels
Die Höhle ist in sechs Levels unterteilt. Diese gehen nahtlos ineinander über, dem Spieler wird ein Levelwechsel aber durch eine Einblendung des Levelnamens mitgeteilt. Außerdem erhält er als Boni ein Extraleben und eine Anzahl Punkte, letztere ist allerdings nicht fix. Die Level:
- The Elevator: Ein Lift zur Linken steht zur freien Verfügung.
- The Ropes: Seile, die von der Decke hängen, erlauben es dem Spieler, von Seil zu Seil zu springen.
- The Falls: Ein großer Wasserfall muss mit einem Fass befahren werden.
- The Shaft: Ein riesengroßer Geysir steht im Mittelpunkt dieses Levels.
- The Pyramid: Die Türen einer Pyramide müssen mit Schlüsseln aufgesperrt werden, um die Spitze zu erreichen.
- The Treasure: Das letzte Level, das den Spieler noch vom Schatz trennt.

Die Level der NES-, MSX-, 3DS- und Wii-Versionen verwenden zwar dieselben Spielelemente, sind aber deutlich kleiner als die ursprünglichen Level der Atari- und C64-Versionen. Das Arcade-Spiel und Spelunker HD für PS3 verwenden wiederum eigenständige Level, die in der Arcade-Version mit neuen Spielmechaniken (wie Feuerbällen und Tauchen) kombiniert werden.

## Entwicklungsgeschichte
Die Entwickler waren Tim Martin und Micro Graphic Image. Ursprünglich von Micro Graphic Image im Jahre 1983 herausgegeben. Das Spiel wurde 1983 von Brøderbund wiederveröffentlicht, die Lizenz für die Veröffentlichung in Europa erhielt Ariolasoft. Die Arcade-Version wurde auch an Irem lizenziert.
Spelunker ist eines der wenigen Spiele, die zuerst auf einem Homecomputer und erst dann in der Spielhalle erschienen.
Unter dem Namen Spelunker HD wurde ein HD-Remake für PlayStation 3 über den PlayStation Store veröffentlicht.
Am 31. Januar 2014 kündigte Square Enix an, dass ein Nachfolger namens Spelunker Z am 19. März in Japan für die PlayStation 4 erscheinen solle.

## Trivia
- Der Startbildschirm auf dem Atari war mit Musik von Modest Mussorgsky hinterlegt: Bilder einer Ausstellung (ein Klavierzyklus).
- Das Arcade-System ist das gleiche wie Kung-Fu Master, nämlich Irem M-62.

## Minna de Waiwai! Spelunker
Im Januar 2017 wurde von Square Enix, basierend auf dem PlayStation 4 Spiel Spelunker World, eine Version für die Nintendo Switch angekündigt. Die Japanische Veröffentlichung ist am 20. April 2017. Bisher wurde noch keine Veröffentlichungstermin für Europa und den USA bekannt gegeben.